# Албанија на Европском првенству у атлетици у дворани 2015.
Албанија је учествовала на 33. Европском првенству у дворани 2015 одржаном у Прагу, Чешка, од 5. до 8. марта. Ово је девето европско првенство у атлетици у дворани од 1992. године када је Албанија први пут учествовала, а од 2005. је редован учесник. Репрезентацију Албаније представљало је двоје спортиста (1 мушкарац и 1 жена) који су се такмичили у 2 дисциплине.
На овом првенству представници Албаније нису освојили ниједну медаљу, нити су оборили неки рекорд.

## Учесници
| Бр. | Дисциплина | Мушкарци      | Жене         | Укупно |
| --- | ---------- | ------------- | ------------ | ------ |
| 1   | 60 м       |               | Марија Стило | 1      |
| 2   | Скок удаљ  | Гледис Халуни |              | 1      |
|     | Укупно (2) | 1             | 1            | 2      |

## Резултати

### Мушкарци
| Атлетичар     | Дисциплина | Лични рекорд | Квалификације | Квалификације | Полуфинале | Полуфинале | Финале               | Финале       | Детаљи |
| Атлетичар     | Дисциплина | Лични рекорд | Резултат      | Место         | Резултат   | Место      | Резултат             | Место        | Детаљи |
| ------------- | ---------- | ------------ | ------------- | ------------- | ---------- | ---------- | -------------------- | ------------ | ------ |
| Гледис Халуни | Скок удаљ  | 7,04         | 6,42          | 23            |            |            | Није се квалификоваo | 23 / 23 (24) |        |

### Жене
| Атлетичарka  | Дисциплина | Лични рекорд | Квалификације | Квалификације | Полуфинале            | Полуфинале            | Финале                | Финале     | Детаљи |
| Атлетичарka  | Дисциплина | Лични рекорд | Резултат      | Место         | Резултат              | Место                 | Резултат              | Место      | Детаљи |
| ------------ | ---------- | ------------ | ------------- | ------------- | --------------------- | --------------------- | --------------------- | ---------- | ------ |
| Марија Стило | 60 м       | 7,99         | 8,08          | 7 у гр. 1     | Није се квалификовала | Није се квалификовала | Није се квалификовала | 37/37 (38) |        |